# Dicranomyia (Neolimnobia) latiorflava
Dicranomyia (Neolimnobia) latiorflava is een tweevleugelige uit de familie steltmuggen (Limoniidae). De soort komt voor in het Neotropisch gebied.